# Meganyctycia
Meganyctycia là một chi bướm đêm thuộc họ Noctuidae.

## Loài
- Meganyctycia forcipata Hreblay & Ronkay, 1998